# Polska Liga Koszykówki
La Polska Liga Koszykówki è la massima serie del campionato polacco di pallacanestro.

## Storia
Il campionato venne fondato nel 1928, ed è uno dei più antichi d'Europa. Solo nel 1995 divenne professionistico e organizzato direttamente dalla federazione cestistica polacca.
Se durante gli anni 1930 la vittoria finale fu una questione a due tra le squadre di Poznań e Cracovia, al termine della seconda guerra mondiale il campionato vide l'ingresso tra i club più importanti del paese di squadre provenienti da Varsavia e Breslavia. Gli anni 1950 e 1960 videro il confronto tra il Lech Poznań, il Legia Varsavia e il Wisła Cracovia.
Gli anni 1970 vissero invece sul confronto tra Wybrzeże Danzica e Śląsk Wrocław; mentre il decennio successivo vide il riemergere del predominio del Lech Poznań intervallato dagli exploit dello Zagłębie Sosnowiec e del Górnik Wałbrzych.
Gli anni 1990, e gli inizi degli anni 2000, se si eccettuano due vittorie dello Znicz Pruszków, segnarono il dominio assoluto dello Śląsk Wrocław con ben dieci titoli. Dal 2004 al 2012 è indiscussa invece la supremazia del Prokom, con ben nove successi consecutivi.

## Albo d'oro
- 1928 Czarna Trzynastka Poznań
- 1929 Cracovia
- 1930  AZS Poznań
- 1931  AZS Poznań
- 1932  AZS Poznań
- 1933 YMCA Cracovia
- 1934 YMCA Cracovia
- 1935  Lech Poznań
- 1936 non disputato
- 1937  AZS Poznań
- 1938 Cracovia
- 1939  Lech Poznań
- 1940 non disputato
- 1941 non disputato
- 1942 non disputato
- 1943 non disputato
- 1944 non disputato
- 1945 non disputato
- 1946  Lech Poznań
- 1947  AZS Varsavia
- 1947-1948  ŁKS Łódź
- 1948-1949  Lech Poznań
- 1949-1950 Spójnia Łódź
- 1950-1951  Lech Poznań
- 1951-1952 Spójnia Łódź
- 1952-1953  ŁKS Łódź
- 1953-1954  Wisła Cracovia
- 1954-1955  Lech Poznań
- 1955-1956  Legia Varsavia
- 1956-1957  Legia Varsavia
- 1957-1958  Lech Poznań
- 1958-1959  Polonia Varsavia
- 1959-1960  Legia Varsavia
- 1960-1961  Legia Varsavia
- 1961-1962  Wisła Cracovia
- 1962-1963  Legia Varsavia
- 1963-1964  Wisła Cracovia
- 1964-1965  Śląsk Breslavia
- 1965-1966  Legia Varsavia
- 1966-1967  AZS Varsavia
- 1967-1968  Wisła Cracovia
- 1968-1969  Legia Varsavia
- 1969-1970  Śląsk Breslavia
- 1970-1971  Wybrzeże Danzica
- 1971-1972  Wybrzeże Danzica
- 1972-1973  Wybrzeże Danzica
- 1973-1974  Wisła Cracovia
- 1974-1975  Resovia Rzeszów
- 1975-1976  Wisła Cracovia
- 1976-1977  Śląsk Breslavia
- 1977-1978  Wybrzeże Danzica
- 1978-1979  Śląsk Breslavia
- 1979-1980  Śląsk Breslavia
- 1980-1981  Śląsk Breslavia
- 1981-1982  Górnik Wałbrzych
- 1982-1983  Lech Poznań
- 1983-1984  Lech Poznań
- 1984-1985  Zagłębie Sosnowiec
- 1985-1986  Zagłębie Sosnowiec
- 1986-1987  Śląsk Breslavia
- 1987-1988  Górnik Wałbrzych
- 1988-1989  Lech Poznań
- 1989-1990  Lech Poznań
- 1990-1991  Śląsk Breslavia
- 1991-1992  Śląsk Breslavia
- 1992-1993  Śląsk Breslavia
- 1993-1994  Śląsk Breslavia
- 1994-1995  Znic Pruszków
- 1995-1996  Śląsk Breslavia
- 1996-1997  Znic Pruszków
- 1997-1998  Śląsk Breslavia
- 1998-1999  Śląsk Breslavia
- 1999-2000  Śląsk Breslavia
- 2000-2001  Śląsk Breslavia
- 2001-2002  Śląsk Breslavia
- 2002-2003  Włocławek
- 2003-2004  Sopot
- 2004-2005  Sopot
- 2005-2006  Sopot
- 2006-2007  Sopot
- 2007-2008  Sopot
- 2008-2009  Sopot
- 2009-2010  Gdynia
- 2010-2011  Gdynia
- 2011-2012  Gdynia
- 2012-2013  Zielona Góra
- 2013-2014  Turów Zgorzelec
- 2014-2015  Zielona Góra
- 2015-2016  Zielona Góra
- 2016-2017  Zielona Góra
- 2017-2018  Włocławek
- 2018-2019  Włocławek
- 2019-2020  Zielona Góra
- 2020-2021  Stal Ostrów Wiel.
- 2021-2022  Śląsk Breslavia
- 2022-2023  W.M. Szczecin
- 2023-2024  Trefl Sopot
- 2024-2025  Legia Varsavia

## Vittorie per club
| Club                     | Titolo | Città               | Anno |
| ------------------------ | ------ | ------------------- | --- |
| Śląsk Breslavia          | 18     | Breslavia           | 1965, 1970, 1977, 1979, 1980, 1981, 1987, 1991, 1992, 1993, 1994, 1996, 1998, 1999, 2000, 2001, 2002, 2022 |
| Lech Poznań              | 11     | Poznań              | 1935, 1939, 1946, 1949, 1951, 1955, 1958, 1983, 1984, 1989, 1990                                           |
| Arka Gdynia              | 9      | Sopot/Gdynia        | 2004, 2005, 2006, 2007, 2008, 2009, 2010, 2011, 2012                                                       |
| Legia Varsavia           | 8      | Varsavia            | 1956, 1957, 1960, 1961, 1963, 1966, 1969, 2025                                                             |
| Wisła Cracovia           | 6      | Cracovia            | 1954, 1962, 1964, 1968, 1974, 1976                                                                         |
| Zielona Góra             | 5      | Zielona Góra        | 2013, 2015, 2016, 2017, 2020                                                                               |
| AZS Poznań               | 4      | Poznań              | 1930, 1931, 1932, 1937                                                                                     |
| Wybrzeże Danzica         | 4      | Danzica             | 1971, 1972, 1973, 1978                                                                                     |
| Włocławek                | 3      | Włocławek           | 2003, 2018, 2019                                                                                           |
| YMCA Cracovia            | 2      | Cracovia            | 1933, 1934                                                                                                 |
| Cracovia                 | 2      | Cracovia            | 1929, 1938                                                                                                 |
| Spójnia Łódź             | 2      | Łódź                | 1950, 1952                                                                                                 |
| ŁKS Łódź                 | 2      | Łódź                | 1948, 1953                                                                                                 |
| AZS Varsavia             | 2      | Varsavia            | 1947, 1967                                                                                                 |
| Zagłębie Sosnowiec       | 2      | Sosnowiec           | 1985, 1986                                                                                                 |
| Górnik Wałbrzych         | 2      | Wałbrzych           | 1982, 1988                                                                                                 |
| Znic Pruszków            | 2      | Pruszków            | 1995, 1997                                                                                                 |
| Czarna Trzynastka Poznań | 1      | Poznań              | 1928 |
| Polonia Varsavia         | 1      | Varsavia            | 1959 |
| Resovia Rzeszów          | 1      | Rzeszów             | 1975 |
| Turów Zgorzelec          | 1      | Zgorzelec           | 2014 |
| Stal Ostrów Wiel.        | 1      | Ostrów Wielkopolski | 2021 |
| W.M. Szczecin            | 1      | Stettino            | 2023 |
| Trefl Sopot              | 1      | Sopot               | 2024 |

## Premi e riconoscimenti
- Polska Liga Koszykówki MVP